# Pablo Varela Server
Pablo Varela Server (ur. 2 lipca 1942 w Denii, zm. 6 stycznia 2024 w Panamie) – hiszpański duchowny katolicki posługujący w Panamie, biskup pomocniczy Panamy w latach 2004–2019.

## Życiorys
Święcenia kapłańskie otrzymał 28 czerwca 1970. W 1972 wyjechał do Panamy i został wykładowcą seminarium w stołecznym mieście. W 1998 został rektorem tejże uczelni, a niedługo później objął ten sam urząd na uniwersytecie Santa María La Antigua.
26 lutego 2004 papież Jan Paweł II mianował go biskupem pomocniczym Panamy, ze stolicą tytularną Macomades Rusticiana. 17 kwietnia 2004 z rąk arcybiskupa José Dimasa Cedeña Delgado przyjął sakrę biskupią.